# Hydatophylax victor
Hydatophylax victor är en nattsländeart som beskrevs av Banks 1950. Hydatophylax victor ingår i släktet Hydatophylax och familjen husmasknattsländor. Inga underarter finns listade i Catalogue of Life.